# Пикер, Висенте
Висенте Пикер Мора (исп. Vicente Piquer Mora; 24 февраля 1935, Альгар-де-Палансиа — 1 марта 2018) — испанский футболист, выступал на позиции правого защитника.
Пикер известен по выступлениям за «Валенсию». После завершения карьеры работал тренером.

## Клубная карьера
Профессиональную карьеру начал в «Валенсия Месталья», которая выступала в Сегунде. В 1956 стал игроком «Валенсия». 24 февраля 1957 года дебютировал в Премьере в матче против «Барселоны». Уже в следующем матче отметился первым забитым голом в матче против «Реал Сосьедада». Сыграл 6 матчей в Кубке генералиссимуса и помог клубу дойти до полуфинала.
В последующие годы Пикер был постоянным игроком «Валенсии». Помог клубу дважды подряд выиграть Кубок ярмарок.
Пикер завершил карьеру в 1968 году, в возрасте 33 года, после двух лет во второлиговой «Малаге» и года в любительской «Суеке». Затем работал тренером, почти исключительно в низших лигах и в своем родном регионе.

## Карьера за сборную
Единственный матч за сборную Испании состоялся 10 декабря 1961 года в матче против сборной Франции (1:1).

## Смерть
Пикер умер в своем родном городе 1 марта 2018 года, в возрасте 83 лет, после продолжительной болезни.

## Достижения

### Валенсия
- Обладатель Кубка ярмарок: 1961/62, 1962/63